# GypsyCrusader
Paul Nicholas Miller (Nova Iorque, 11 de agosto de 1988), mais conhecido por seu pseudônimo online GypsyCrusader, é um comentarista político de extrema-direita americano, streamer, ex-lutador de Muay thai e criminoso condenado. Ele é mais conhecido por suas transmissões ao vivo em vários serviços de mídia que o apresentam como cosplay de vários personagens diferentes, incluindo o Coringa, o Charada, Super Mario e outros enquanto ele conta suas crenças políticas a estranhos no Omegle. Ele é conhecido por ser a favor de uma guerra racial e por sua adesão à supremacia branca e ao neonazismo. Ele foi associado a várias organizações de direita alternativa, incluindo os Proud Boys e o movimento Boogaloo.

## Início de vida
Paul Nicholas Miller nasceu em Nova Iorque em 11 de agosto de 1988. Seu pai é descendente de ciganos e sua mãe é mexicana.

## Carreira de lutador
Miller começou a treinar Muay Thai em 2008, aos 20 anos. Ele fez sua primeira luta amadora em 2008 após apenas 3 meses de treinamento. Ele treinou com o 9 Weapons Muay Thai e mais tarde com The Institute. Ele se tornou o campeão regional dos meio-pesados e o campeão nacional dos EUA na Associação Mundial de Kickboxing.
Ele então se tornou um treinador e treinador, inclusive para o The Institute.

### De tradução
- Este artigo foi inicialmente traduzido, total ou parcialmente, do artigo da Wikipédia em inglês cujo título é «GypsyCrusader».Referências

1. ↑  «Inmate Detail». apps.sheriff.org. Consultado em 12 de abril de 2021. Cópia arquivada em 12 de abril de 2021
2. ↑  Epperson, Jordan (2 de março de 2021). «BREAKING: Controversial Streamer Paul Miller Arrested by FBI in Florida». Breaking911 (em inglês). Consultado em 24 de março de 2023
3. ↑  «FBI Raids Notorious White Supremacist Live Streamer». web.archive.org. 3 de março de 2021. Consultado em 24 de março de 2023
4. ↑  «Infamous Neo-Nazi Figure Sells Merchandise, Solicits Donations on Major Fundraising Platforms | Terrorism & Finance | Articles». web.archive.org. 3 de dezembro de 2020. Consultado em 24 de março de 2023
5. ↑  Thalen, Mikael (3 de março de 2021). «FBI raids notorious white supremacist live streamer». The Daily Dot (em inglês). Consultado em 25 de março de 2023
6. ↑  Shearn, Ian T. (23 de agosto de 2021). «NJ man's hate-filled rants won him 'alt-right' following». NJ Spotlight News. Consultado em 28 de janeiro de 2022. Cópia arquivada em 3 de novembro de 2021
7. 1 2  «In the Spotlight: Paul Miller». Wix (em inglês). Consultado em 13 de dezembro de 2020
8. ↑  adrianaabbottvvp (21 de outubro de 2016). «Paul Banasiak Thornton Martial Arts vs Paul Miller The Institute Muay Thai». Boxing Alley (em inglês). Consultado em 13 de dezembro de 2020
9. ↑  «Muay Thaimes - The Soul in the Savagery - Part 6» (em inglês). Consultado em 13 de dezembro de 2020
10. ↑  «WKA NA Richmond, VA Results March 8-12, 2013». WKA. 12 de março de 2013. Consultado em 13 de dezembro de 2020
11. ↑  «Local kickboxer victorious». Herald Community Newspapers (em inglês). Consultado em 13 de dezembro de 2020
12. ↑  «Combat at the Capitale 32: April 4, 2014: Pics and Official Results – Lou Neglia» (em inglês). Consultado em 13 de dezembro de 2020
13. ↑  «WKA North American Muay Thai Champion, Paul Miller, will be teaching class EVERY Monday and Thursday 3-6.». The Institute. 13 de agosto de 2014. Consultado em 12 de dezembro de 2020